# Скобелевка (Пермский край)
Скобелевка — деревня в Пермском районе Пермского края. Административный центр Хохловского сельского поселения.

## История
Населённый пункт был основан в 1895 году. Первоначально был известен как деревня Скобелева. Название получил от прозвища местного жителя «Скобелев» (оно было дано в честь знаменитого русского генерала М. Д. Скобелева). 28 января 1931 года здесь был образован колхоз «Трудовой пахарь», с 1932 года — «Красный пахарь». Позднее, после укрупнения, существовала сельхозартель им. 19-го партсъезда, с 1 июня 1959 года — «Дружба». 27 ноября 1970 года на базе колхоза был создан совхоз «Хохловский».
С 15 ноября 1973 до января 2006 года Скобелевка являлась центром Хохловского сельского совета. С 2006 года — центр Хохловского сельского поселения.

## Географическое положение
Деревня расположена в правобережной части Пермского района, примерно в 36 км к северу от центра города Перми.

## Население
| 2010 |
| ---- |
| 1005 |

## Топографические карты
- Лист карты O-40-65 Пермь. Масштаб: 1 : 100 000. Издание 1979 г.